# Цой, Сергей Петрович
Серге́й Петро́вич Цой (род. 23 апреля 1957 года) — российский топ-менеджер предприятий нефтегазового и энергетического бизнеса России, бывший государственный служащий, президент Федерации каратэ России.

## Биография
Сергей Цой родился 23 апреля 1957 года в городе Карабулак Чечено-Ингушской АССР. Окончил факультет журналистики РГУ, работал журналистом в газете «Призыв» Домодедовского района Московской области, в многотиражной газете «ПО ЗИЛ», в «Строительной газете» ЦК КПСС.
С 1989 по 1991 год работал руководителем пресс-службы Исполкома Моссовета. В 1991 стал пресс-секретарём мэра Москвы, возглавил пресс-службу Мэра и Правительства Москвы и весь информационный блок столицы России по октябрь 2010 года. С 2006 до 2010 — председатель совета директоров ОАО «ТВ Центр».  С 1 декабря 2010 года по 2014 год — заместитель председателя правления ОАО «РусГидро». С 2014 г. по 2016 г. — Первый заместитель генерального директора, статс-секретарь ОАО «Русгидро».  С августа 2016 года занимает должность вице-президента по материально-техническому обеспечению ПАО «НК «Роснефть».
1 октября 2016 года избран Президентом Общероссийской спортивной общественной организации «Федерация Каратэ России». С. П. Цой обладает чёрным поясом по каратэ с 1984 года решением Основателя Центральной школы каратэ Штурмина Алексея Борисовича. Обладатель 5 дана по каратэ, выданного Организацией каратэ-до Маруошикай Японии и 6 дана Всемирной федерации каратэ.

## Семья
Жена — певица Анита Цой. Сын — Сергей Цой.

## Карьера
В исполнительной власти города Москвы работает с 26 марта 1989 года.
- С 26 марта 1989 года — руководитель пресс-службы и пресс-секретарь Председателя Исполкома Моссовета. С 1992 года советник и пресс-секретарь Лужкова как мэра Москвы.
- С 1997 года — член совета директоров телеканала ТВЦ, с 2006 года — председатель совета директоров ОАО «ТВ Центр».
- В 2009 году избран Председателем Совета директоров концерна «Радио — Центр», состоящий из трех радиостанций: «Говорит Москва», «Спорт-FM», «Общественно-российское радио»[7].
- С 2004 года — кандидат политических наук. Диссертация защищена на философском факультете МГУ на тему «Трансформация образа московской власти в позднесоветский и постсоветский периоды с 1987 по 2003 гг.»[8].
- С 2009 года — заведующий кафедрой медиатехнологий Московского Международного Университета.
- Являлся шеф-редактором Объединённой редакции Мэра и Правительства Москвы, в которую входят такие журналы, как «Вестник Мэра и Правительства Москвы» и «Московские торги»[9].
- 3 ноября 2010 года ушёл в отставку с поста руководителя пресс-службы мэра и правительства Москвы, пресс-секретаря мэра[10].
- 1 декабря 2010 года решением совета директоров ОАО «РусГидро», назначен заместителем председателя правления этой компании. Открытое акционерное общество «Федеральная гидрогенерирующая компания» (ОАО «РусГидро») — российская энергетическая компания, владелец большинства гидроэлектростанций страны, крупнейшая российская генерирующая компания и вторая в мире по установленной мощности среди гидрогенерирующих компаний (после канадской Hydro-Québec)[11]. Штаб-квартира — в Москве. Сергей Цой курировал деятельность четырёх департаментов «РусГидро»: департамент взаимодействия с органами государственной власти, департамент международного сотрудничества, департамент-центр общественных связей и пресс-службу, департамент-управление делами[12]. 31 октября 2014 года в соответствии с решением Совета директоров «РусГидро» состав правления компании был сокращён с 14 до 5 человек. С. П. Цой был назначен Первым заместителем генерального директора, статс-секретарём компании со всеми сохранёнными полномочиями[3][13].
- В августе 2016 года перешёл в ПАО «НК «Роснефть» на должность вице-президента по материально-техническому обеспечению, советника Главного исполнительного директора[4].
- С октября 2016 года возглавляет оператора авиационных активов Роснефти — ООО «РН-Аэрокрафт»[14].
- 1 октября 2016 года избран Президентом Общероссийской спортивной общественной организации «Федерация Каратэ России»[1].

## Награды
- Орден «За заслуги перед Отечеством» IV степени (23 апреля 2007) — за большие заслуги в области информационной деятельности и развитии общественных связей[15]
- Орден Александра Невского (28 декабря 2013)[16]
- Орден «За доблестный труд» (8 июля 2024) — за большой вклад в эффективное решение общественно значимых задач и многолетнюю добросовестную работу[17]
- Орден Почёта (20 августа 2005)[18]
- Орден Дружбы (5 мая 2003) — за многолетнюю плодотворную работу в области культуры, печати и телерадиовещания[19]
- Медаль ордена «За заслуги перед Отечеством» I степени (30 мая 2012)[20]
- Медаль ордена «За заслуги перед Отечеством» II степени (28 декабря 1995) — за заслуги перед государством, успехи, достигнутые в реализации комплексной программы строительства, реконструкции и реставрации исторических и культурных объектов города Москвы[21]
- Орден «За заслуги перед Республикой Дагестан» (17 апреля 2017 года) — за существенный вклад в социально-экономическое развитие Республики Дагестан[22]
- Знак отличия «За безупречную службу городу Москве» (18 апреля 2007)[23]
- Медаль «В память 850-летия Москвы» (26 февраля 1997)[24]
- Орден Дружбы (31 августа 2009 года, Южная Осетия) — за большой личный вклад в дело укрепления дружественных отношений между народами, активное содействие процессу восстановления разрушенного в ходе грузинской агрессии хозяйства Республики Южная Осетия[25]